# Igara Paraná
Igara Paraná je rijeka u Kolumbiji, lijevi pritok rijeke Putumayo. U Putumayo se ulijeva kod mjesta Puerto Arica, na granici s Peruom. Pripada porječju rijeke Amazone.